# Hamát uralkodóinak listája
Hamát (vagy Hamath, Hamátu, arámi Ḥamaθ) a dél-szíriai térség egyik legerősebb állama volt az i. e. 1. évezred első negyedében. Sikeresen szállt szembe (szövetségeseivel együtt) az asszírokkal a karkari csata alkalmával, majd egymagában elegendő erővel rendelkezett az összes korábbi szövetségese legyűréséhez. Miután minden lehetséges ellenlábasát és volt szövetségesét legyőzte, Asszíria learatta a babérokat, és megsemmisítette Hamátot is.
| Uralkodó            | Idő                              | Megjegyzés                  |
| ------------------- | -------------------------------- | --------------------------- |
| Tou                 | i. e. 1000 körül                 | Dávid kortársa              |
| Hadoram (Joram)     | i. e. 950 körül                  |                             |
| I. Zakir            | i. e. 850 körül                  |                             |
| Irhuleni (Urhilina) | i. e. 850 körül                  | A karkari csata résztvevője |
| Uratami             | i. e. 840 körül                  |                             |
| II. Zakir           | i. e. 830 körül                  | III. Barhadad kortársa      |
| III. Zakir (Zakkur) | i. e. 765 körül                  |                             |
| Ilubidi             | i. e. 760 körül                  |                             |
| Enílu (Eni-Ilú)     | i. e. 738 körül                  |                             |
| Jahu-Bíhdi          | i. e. 721 körül                  |                             |
|                     | i. e. 721-től Asszír fennhatóság |                             |